# Зарево над Дравой
«Зарево над Дравой» (болг. Зарево над Драва) — болгарская двухсерийная киноэпопея 1974 года режиссёра Зако Хеския, входит в «Золотой фонд» болгарского кино, один из главных болгарских фильмов о Второй мировой войне, посвящён вкладу Болгарии в разгром фашизма — «своеобразное болгарское „Освобождение“».

## Сюжет
В ходе восстания 9 сентября 1944 года открываются двери тюрьмы Варны, из камеры смертников выходит коммунист Боян Василев, он получает майорские погоны и назначение помощником командира (аналог советского политрука) в один из полков Болгарской Народной армии переформированного из кадрового полка царской болгарской армии — ещё месяц назад воевавшего за царя на стороне фашистов…
Прослеживая личную судьбу главного героя, авторы создали эпическую картину об участии болгарской армии в последнем этапе войны. На фоне впечатляющих батальных сцен фильм фокусируется на сложных взаимоотношениях между многочисленными персонажами, отражая социальные и политические противоречия в Болгарии в конце войны.
Ключевой эпизод фильма — март 1945 года, Балатонская операция, когда немцы начали контрнаступление против советских, болгарских и югославских войск, сосредоточенных у озера Балатон. Болгарам была поручена оборона сектора реки Драва, который являлся крайним левым флангом советского фронта и был атакован значительно превосходящими силами немцев, но в ходе ожесточённых боёв немцы продвинулись только на 8-10 км и не смогли продолжать наступление: болгары, отбив все атаки противника, практически уничтоженные, удержали фланг Красной Армии.

## В ролях
- Георги Георгиев-Гец — Боян Василев, майор
- Георги Черкелов — полковник Демирев, командир полка
- Стефан Данаилов — поручик Бочев
- Стефан Илиев — поручик Ганчовский
- Лидия Вылкова — Вера
- Добринка Станкова — Ана
- Пётр Слабаков — Делчо
- Стоян Гыдев — Большой
- Александр Притып — майор Филчев
- Богомил Симеонов — полковник Ангелов
- Васил Михайлов — капитан Стрезов
- Андрей Чапразов — министр
- Сотир Майноловски — Руси

В эпизодах:
- Георгий Стоянов
- Вольфрам Хандель
- Джоко Росич
- Николай Узунов
- Илия Добрев
- Антон Карастоянов
- Аспарух Сариев
- Георгий Русев
- Никола Тодев
- Юрий Яковлев
- Светозар Неделчев
- Ириней Константинов
- Вилли Шраде
- Владимир Давчев
- Ханс Ульрих Лауфер
- Иван Несторов
- Найчо Петров
- Валчо Камарашев
- Джоко Росич
- Владимир Гусев
- Владимир Носик
- Пётр Глебов
- Хиндо Касимов
- Милка Попантонова
- Стефка Берова

Фильм дублирован на русский язык на Киностудии им. М. Горького.

## Награды
- Главный приз «Золотая роза», награда за операторскую работу и награда за лучшую мужскую роль Георги Георгиев-Гецу на Фестивале болгарских игровых фильмов «Златна Роза», Варна, 1974.
- Премия Союза болгарских писателей за лучший сценарий, 1974.
- Димитровская премия, 1980, режиссёру Зако Хеския за фильмы «Зарево над Дравой» и «Одни среди волков».